# SanDisk Sansa

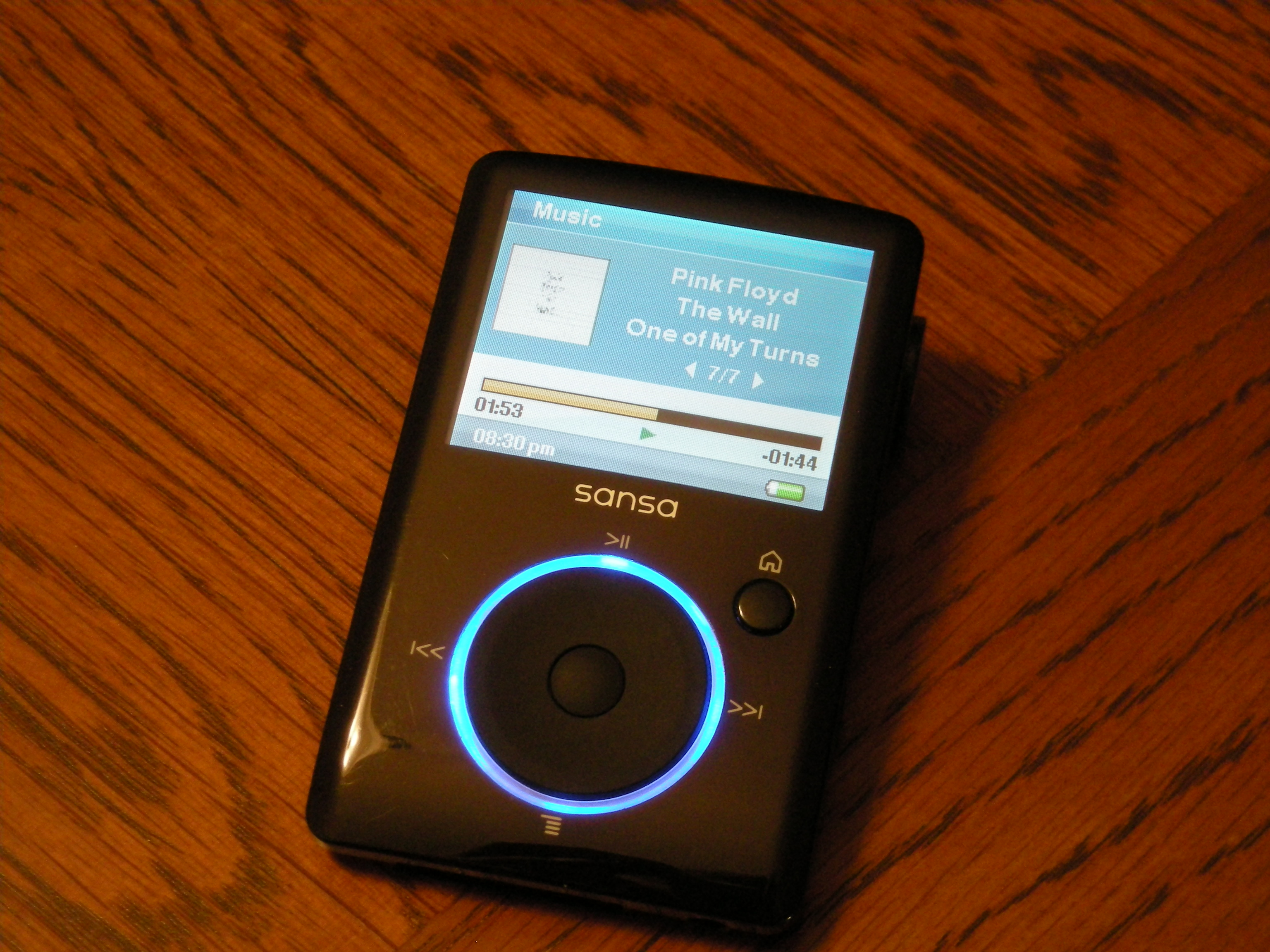
Sansa Fuze

La SanDisk Sansa è una linea di lettori multimediali (audio e video) portatili prodotti da SanDisk e basati su memorie flash.

## Modelli attuali

### Sansa Clip
Il Sansa Clip è stato pubblicato il 9 ottobre 2007.
Il lettore ha un design simile all'iPod shuffle di seconda generazione, ma è possibile rimuovere il clip e è dotato inoltre di uno schermo OLED a 3 linee e batteria interna al litio (non sostituibile).
Il Sansa Clip ha inoltre un ricevitore radio FM con registratore e un microfono. Le capacità disponibili sono 1, 2, 4 e 8 GB.

### Sansa Clip+
Il Sansa Clip+ è l'erede del Sansa Clip, alla quale sono state apportate delle modifiche, ovvero design rivisto e memoria espandibile con microSD fino a 32 GB. Le capacità disponibili sono 2, 4 e 8 GB (tutte espandibili).

### Sansa Clip Zip
il 24 agosto 2011 viene immesso nel mercato americano il nuovo Sansa Clip Zip; le novità del nuovo lettore riguardano principalmente il display (a colori da 1.1") e la radio FM con l'RDS.
il nuovo modello affianca il clip plus che resta (al momento) ancora in produzione.

### c100 series
La serie c100 comprende player con display a colori e possono visualizzare piccole immagini thumbnail. Usano batterie AAA e hanno memoria interna di 1 GB o 2 GB, a seconda del modello.

### e100 series
La serie e100 comprende player monocromatici con display a sfondo blu, sintonizzatore FM con 20 SRS WOW, slot di espansione SD, memoria interna di 512 MB o 1 GB, a seconda del modello, e usa una sola batteria AAA. Legge MP3, WMA e formati Audible file.